# Zwei Männer und ein Schrank
Zwei Männer und ein Schrank ist ein fünfzehnminütiger Kurzfilm von Roman Polański aus dem Jahre 1958.

## Handlung
An einem sonnigen Tag steigen zwei Männer, die einen Kleiderschrank tragen, aus der Ostsee an den Strand von Sopot. Sie sind bemüht, den Schrank sicher an Land zu bringen. Der Schrank verbindet die beiden, kettet sie aneinander. Nur gemeinsam sind sie in der Lage, den Schrank vorwärts zu bewegen. Endlich am Strand angekommen, tragen sie den Schrank ziellos durch die Stadt. Menschen, die ihnen begegnen, laufen vor ihnen davon oder beschimpfen sie. Sie fürchten sich vor den zwei Freunden. Oder ist es das Geheimnis des Schrankes oder ihres absurden Tuns? Nach einer Odyssee durch die Stadt landen sie schließlich wieder am Strand und verschwinden in den Fluten der Ostsee.

## Hintergrund
Der Kurzfilm hat keine Dialoge, sondern wird getragen von der jazzigen Musik des jungen Pianisten und Komponisten Krzysztof Komeda, der auch zu anderen Filmen Polańskis in den 1960er Jahren die Musik schrieb.

## Auszeichnungen
Roman Polański zeigte den Film 1958 auf dem San-Francisco-Filmfestival und gewann den Golden Gate Award.